# 김혜미
김혜미(金惠美, 1966년 6월 26일 ~ )는 대한민국의 성우이다. 1986년 KBS에 입사했으며, 현재는 KBS 20기이다. 한국방송 성우극회 소속이다. 2014년 제7대 서대문구의회 의원에 당선되었다.

## 출연 작품

### 애니메이션(KBS)
- 사이버영혼 바스토프레몬(KBS) - 유모
- 베르사이유의 장미(KBS) - 로자리
- 수호요정 미셸(KBS) - 죠 / 토니
- 스페이스 힙합덕(KBS) - 왕자
- 크러시기어(KBS) - 한동치
- 사자왕 가오가이거(KBS) - 스완 화이트 / 뻥이 / 하늘 / 프리마돈나
- 바다의 전설 장보고(KBS) - 진오 / 박 할머니 / 오리너구리
- 레스톨 특수구조대(KBS) - 오밍 / 건우 / 강마루 엄마
- 벨과 마법의 성(KBS)
- 101마리 달마시안(KBS) - 크루엘라 / 롤리
- 정글 모험왕(KBS) - 발루
- 욕심쟁이 오리 아저씨(KBS) - 루이
- 홈런왕 강속구(KBS) - 테니스 선수인 푸른행성팀 홍일점
- 알라딘(KBS) - 미라제
- 사우루스 팡팡(KBS) - 왈발
- 은비 까비의 옛날 옛적에 (KBS) - 복돌 엄마
- 천하무적 슈라트(KBS) - 나라왕 연화 / 비슈느
- 트라이킹덤(KBS) - 유비
- 천사소녀 네티(KBS) - 로즈마리 / 성폴리아 중학교 선생님 / 주리
- 날아라 슈퍼보드(KBS) - 훔치리
- 원피스(KBS) - 알비다(미끌미끌 열매를 먹기 전)
- 구슬대전 배틀비드맨(KBS) - 산초
  - 천하무적 파이어비드맨(KBS) - 산초
- 태극천자문(KBS) - 미슈카 / 크로더
- 출동! 메가트레인(KBS) - 폭폭이

### 애니메이션(타방송사)
- 요술천사 피치 (MBC) - 피치 (처음)
- 셰익스피어 명작만화 - 윌리엄 텔의 모험 (SBS)
- 올림포스 가디언 (SBS) - 헤스티아 / 요정1
- 우리는 챔피언 (SBS) - 김석
- 무지개 요정 큐티하니 (SBS)
- 무카무카 파라다이스 (투니버스) - 엄마 / 선희 / 니카니카
- 호리 (투니버스) - 잔디
- 무적 철가방 (투니버스) - 오니마루 마키코
- 대니팬텀 (니켈로디언)
- 잠의 요정 나일러스 (EBS) - 펄

### 영화 애니메이션 더빙
- 공주와 개구리 - 유도라
- 바비의 공주와 거지(투니버스) - 여왕
- 니모를 찾아서 - 도리
- 신밧드: 7대양의 전설 - 마리나
- 인크레더블 - 하니
- 카 1/2 - 플로
- 벅스 라이프 - 목소리 1#
- 개구쟁이 스머프 2
- 스타워즈 에피소드 1: 보이지 않는 위험 - 미스어오 아루사 감독큐

### 영화 더빙
- 골든 게이트 (KBS)
- 굿바이 (KBS) - 죽은 여자의 엄마(코야나기 유키미)
- 귀여운 여인 (KBS) - 도시 여자(줄리 파리스)
- 귀향 (KBS) - 레지나 (마리아 이사벨 디아즈)
- 나는 네가 지난 여름에 한 일을 알고 있다 (KBS) - 헬렌 쉬버스 (세라 미셸 겔러)
- 내 이름은 던스턴 (KBS) - 콘솔엘로(미셸 보닐라)
- 내 사랑 신디(KBS) - 패티(달시 데모스) / 로널드의 어머니(클로이스 모로우)
- 다이 하드 3 (KBS) - 덱스터(마이클 알렉산더 잭슨)
- 닥터 T (KBS) - 주디
- 대부 3 (KBS)
- 댈러웨이 부인 (KBS) - 브루통(마거린 타이잭)
- 더 헌팅 (SBS) - 엘레노어 (릴리 테일러)
- 데니스 P (KBS)
- 데드라인 (KBS)
- 데블스 에드버킷 (KBS)
- 드라큘라 (KBS) - 루시 (새디 프로스트)
- 또다른 탄생 (SBS)
- 랜드 앤 프리덤 (KBS)
- 레드 바이올린 (KBS) - 푸생 부인
- 말레나 (KBS)
- 매드 맥스 3 (KBS) - 안나(저스틴 클락)
- 맨 인 블랙 2 (KBS) - 헤일리 (코롬비 제이콥슨-데스틴)
- 맨발의 경영자 (KBS) - 클레어
- 무간도 3 (KBS) - 아휘(오혜응)
- 무림지존 (KBS)
- 밀리언 달러 호텔 (KBS)
- 바라바 (KBS) - 사라 (캐티 주라도)
- 백발마녀전 (KBS)
- 베토벤 (SBS) - 브리 (패트리샤 히튼)
- 벨파고 (KBS) - 수잔 (프랑소와 레반탈)
- 북경의 55일 (SBS)
- 붉은 유혹 (KBS)
- 전선 위의 참새 (KBS)
- 블랙 벌룬 (KBS) - 동네 남자 아이(샘 프레져) / 선생님(레베카 매시)
- 비투스 (KBS) - 루이자 (엘레니 하웁)
- 사랑할 때와 이별할 때 (KBS)
- 사이즈의 문제 (KBS) - 게올라 (에벨린 하고엘)
- 샤인 (KBS) - 마가렛 (레베카 구든)
- 셰리 베이비 (KBS) - 도로시 (미쉘 허스트)
- 셰인 (KBS)
- 소림오조 (SBS) - 마대인의 아들의 친구(황봉영)
- 속 프로젝트 A (KBS) - 산산의 친구(간혜진)
- 스카우트 (KBS)
- 스피드 2 (KBS) - 데비 (콜린 캠프) / 셀리스트(로이스 차일스)
- 식스 센스 (KBS) - 린 셰어 (토니 콜렛)
- 쌍룡회 (KBS)
- 양들의 침묵 (KBS) - 캐서린 마틴 (브룩 스미스)
- 언브레이커블 (KBS) - 일라이저 어머니 (샬레인 우다드)
- 에블린 (KBS) - 브리지드 수녀 (안드레아 어바인)
- 엑시덴탈 스파이 (KBS)
- 오스틴 파워 (SBS)
- 올랜도 (KBS)
- 와이드 어웨이크 (KBS)
- 용형호제 (KBS) - 여자(패트리샤 렌츠)
- 운명의 덩크슛 (KBS) - 수잔 수녀 (요란더 바즈케즈)
- 인간 로케티어 (KBS) -  제니의 친구(나다 데스포토비치) / 음식가게 주인(마고 마틴데일)
- 인생 (KBS) - 카티의 친구
- 장고(KBS) - 모텔 여자(이본느 산손)
- 장미의 전쟁 (KBS)
- 장지웅심 (SBS)
- 제5원소 (SBS)
- 줄리아 줄리아 (SBS)
- 지금은 통화중 (KBS)
- 진주 귀걸이를 한 소녀 (KBS) - 타네케 (조안나 스캔런)
- 찢어진 커튼 (KBS) - 코스카 (지셀라 피셔)
- 책상 서랍 속의 동화 (KBS) - 음식점 주인(백매)
- 천국의 맞은편 (KBS)
- 천국의 책방 - 연화 (KBS) - 요네 (요시다 히데코)
- 카모메 식당 (KBS) - 미도리 (카타기리 하이리)
- 칵테일 (KBS) - 음식점 손님(리이사 레포 마르텔)
- 코만도 - 레슬리(샤론 와이어트) / 항공 승무원(첼시 필드)
- 크래쉬 (KBS) - 새니콰 (로레타 디바인)/ 그레이엄의 엄마(비버리 토드) / 엘리자베스(카리나 애로야브) / 최씨의 아내(알렉시스 리) / 가정부(요미 페리)
- 톡 투 미 (KBS)
- 투 웡 푸 (KBS)
- 페어런트 트랩 (KBS)
- 펭 슈이 (KBS)
- 해커스 (KBS)
- 행복한 날들 (KBS)
- JFK (KBS) - 로지(샐리 커클랜드) / 목격자(조 앤더슨)

### 외화 더빙
- 그레이 아나토미 (KBS) - 미란다 베일리 (찬드라 윌슨)
- 닥터 후 (KBS) - 네즈린(미라 시알)
- 로스트 (KBS)
- 위기의 주부들 (KBS) - 메이지 기번스 (샤론 로렌스)
- 의천도룡기 (KBS)

### 방송
- 인형 보물섬 (KBS)

### 게임
- 랑그릿사 - 나암
- 랑그릿사 2 - Der Langgrisser
- 이리너
- 여걸이 되자 - 신예나

## 역대 선거 결과
|  | 9.70% |

|  | 55.35% |